# DNAメチルトランスフェラーゼ
DNAメチルトランスフェラーゼまたはDNAメチル基転移酵素、DNAメチル化酵素（英: DNA methyltransferase、略称: DNA MTase、DNMT）は、DNAへのメチル基の転移を触媒する酵素ファミリーである。DNAメチル化は幅広い生物学的機能を持つ。既知のDNAメチル基転移酵素はすべて、メチル基の供与体としてS-アデノシルメチオニンを利用する。

## 分類

### 基質
DNAメチル基転移酵素は、触媒する化学反応によって3つの異なるグループに分類される。
- m6Aメチル基転移酵素 - N6-メチルアデニンを形成（EC 2.1.1.72）
- m4Cメチル基転移酵素 - N4-メチルシトシンを形成（EC 2.1.1.113）
- m5Cメチル基転移酵素 - C5-メチルシトシンを形成（EC 2.1.1.37 ）

m6A修飾を行うm6Aメチル基転移酵素（英語版）とm4C修飾を行うm4Cメチル基転移酵素(英語版)は、主に原核生物においてよく知られているが、m6Aメチル基転移酵素については真核生物にも豊富に存在することが近年示唆されている。一方で、m5C修飾を行うm5Cメチル基転移酵素は真核生物の一部、具体的には一部の下等真核生物や高等植物の大部分、棘皮動物以降の動物に存在している。

#### m6Aメチル基転移酵素
m6Aメチル基転移酵素（N6アデニン特異的DNAメチル基転移酵素、A-MTase）はDNAのアデニンのN6位を特異的にメチル化する酵素である。A-MTaseは細菌の制限修飾系の3つのタイプでみられる。これらの酵素は対応する制限酵素と同じ配列特異性を持ち、DNA配列をメチル化することで自身のゲノムを制限酵素による分解から防いでいる。N末端部分にAsp/Asn-Pro-Pro-Tyr/Pheからなる保存されたモチーフを含んでおり、この領域は基質結合または触媒活性に関与している可能性がある。m6AメチルトランスフェラーゼTaqI（M.TaqI）の構造は 2.4 Åの分解能で解かれており、分子は2つのドメインへ折りたたまれている。N末端の触媒ドメインには触媒部位と補酵素結合部位が含まれ、中心部の9つのストランドからなるβシートが5本のαヘリックスで囲まれた構造をしている。C末端のDNA認識ドメインは4つの小さなβシートと8つのαヘリックスによって形成される。N末端ドメインとC末端ドメインによって、基質DNAを収容する溝が形成される。
タイプIの制限修飾系はR、M、Sの3つのポリペプチドから構成される。MサブユニットとSサブユニットはメチル基転移酵素を形成し、DNA認識配列の相補鎖の2つのアデニン残基をメチル化する。Rサブユニットの存在下では複合体はエンドヌクレアーゼとしても機能し、同じ部位に結合するがこの部位から幾分離れた位置でDNAの切断を行う。DNAが切断されるか修飾されるかは、標的配列のメチル化状態に依存している。標的部位が修飾されていない場合、DNAは切断される。標的部位の片側の鎖のみがメチル化（ヘミメチル化）されている場合、複合体は両方の鎖がメチル化されるようDNAの修飾を行う「維持型メチル基転移酵素」（maintenance methyltransferase）として機能する。
m6Aメチル基転移酵素の中には、制限修飾系に関与していないオーファンメチル基転移酵素（orphan methyltransferase）と呼ばれるグループが存在する。これらの酵素は、遺伝子発現や細胞周期を調節する役割がある。大腸菌Escherichia coliのEcoDamやCaulobacter crescentus（英語版）のCcrMは、このファミリーのメンバーとして性質がよく知られている。近年では、Clostridioides difficileのCamAが胞子やバイオフィルムの形成と宿主への適応に重要な機能的役割を果たすことが示されている。 

#### m4Cメチル基転移酵素
m4Cメチル基転移酵素（N4シトシン特異的DNAメチル基転移酵素）は、DNAのシトシンのN4位を特異的にメチル化する酵素である。この酵素は原核生物のタイプII制限修飾系の構成要素として存在し、DNA配列を特異的に認識して配列中のシトシンをメチル化する。この作用によって、同じ配列を認識するタイプII制限酵素による分解からDNAが保護される。

#### m5Cメチル基転移酵素
m5Cメチル基転移酵素（C5シトシン特異的DNAメチル基転移酵素）は、DNA中のシトシンの5位を特異的にメチル化する酵素である。哺乳類細胞では、シトシン特異的メチルトランスフェラーゼは特定のCpG配列をメチル化し、遺伝子発現と細胞分化を調節すると考えられている。細菌では制限修飾系の構成要素であり、DNA操作の重要なツールとしても利用されている。HhaIメチルトランスフェラーゼ（M.HhaI）の構造は 2.5 Åの分解能で解かれている。触媒部位と補酵素結合部位を含む大きな触媒ドメインと小さなDNA認識ドメインの2つのドメインへと折りたたまれる。

### de novo型と維持型
de novoメチル基転移酵素（de novo methyltransferase）は、DNAの何らかの特徴を認識し、シトシンの新規のメチル化を行う。主に胚発生の初期に発現しており、遺伝子のメチル化パターンを確立する。
維持メチル基転移酵素（maintenance methyltransferase）は、一方の鎖が既にメチル化されたDNAにメチル基を付加する。生涯を通じて機能し、de novoメチル基転移酵素によって確立されたメチル化パターンの維持を行う。

## 哺乳類
哺乳類では3つのDNAメチル基転移酵素が同定されており、DNMT1、DNMT3A、DNMT3Bと命名されている。以前DNMT2という名称で知られていた酵素はDNAメチルトランスフェラーゼではないことが判明している（下を参照）。
DNMT3LはDNMT3AとDNMT3Bと構造的に近縁でDNAメチル化に重要なタンパク質であるが、それ自身はメチル化活性を持たないようである。

### DNMT1
DNMT1は哺乳類細胞に最も豊富に存在するDNAメチル基転移酵素であり、哺乳類の主要な維持メチルトランスフェラーゼであると考えられている。主にゲノム中のヘミメチル化されたCpGジヌクレオチドをメチル化する。メチル化されていない基質と比較してヘミメチル化DNAに対する活性はin vitroでは7–100倍高いが、それでも他のDNMTよりは高いde novoメチル化活性を持つ。ヒトの酵素はCpGジヌクレオチド対の3つの塩基、一方の鎖のCともう一方の鎖のCpGのみを認識する。このような基質の必要条件の緩さによって、DNA二本鎖がスリップして対合したような異常構造に対するde novoメチル化を維持メチル化と同程度に行うことが可能になっている。他のm5Cメチルトランスフェラーゼと同様、二本鎖DNAのフリップアウトしたシトシンを認識し、求核攻撃機構によってメチル化を行う。ヒトのがん細胞では、DNMT1はがん抑制遺伝子のde novoメチル化と維持メチル化の双方を担っている。この酵素は約1620アミノ酸から構成される。最初の1100アミノ酸は調節ドメインを構成し、残りの残基が触媒ドメインを構成する。両者はグリシン-リジンのリピート配列によって連結されている。DNMT1の触媒機能にはどちらのドメインも必要である。
DNMT1には体細胞型のDNMT1、スプライスバリアントのDNMT1b、卵母細胞特異的なDNMT1oと呼ばれるアイソフォームが存在する。DNMT1oは卵母細胞の細胞質で合成されて貯蔵され、初期胚発生時に細胞核へ移行する。一方、体細胞型のDNMT1は体細胞組織の細胞核に常に存在する。
DNMT1を欠損した胚性幹細胞は生存可能であるが、メチル化DNAの比率やメチル基転移酵素活性は低くなる。Dnmt1をホモ欠損したマウスの胚は妊娠10–11日の段階で死亡する。

### TRDMT1
この酵素は原核生物と真核生物の双方のm5Cメチル基転移酵素との高い配列類似性を持ち、DNMT2と呼ばれていた。しかし2006年、この酵素はDNAのメチル化を行わず、アスパラギン酸のtRNAの38位をメチル化することが示された。このメチル基転移酵素の名称は、DNMT2から生物学的機能をよりよく反映したTRDMT1（tRNA aspartic acid methyltransferase 1）へと変更された。TRDMT1はヒトの細胞で初めて同定されたRNAシトシンメチルトランスフェラーゼである。

### DNMT3
DNMT3はヘミメチル化されたCpGとメチル化されていないCpGを同率でメチル化することができるDNAメチル基転移酵素のファミリーである。DNMT3の構造はDNMT1と類似しており、触媒ドメインに調節ドメインが結合した構造をしている。DNMT3はDNMT3A、3B、3Lという3つのメンバーが知られている。DNMT3AによるCpG配列のメチル化はDNMT1よりもかなり遅いが、DNMT3Bよりは速い。非CpG配列に対する相対的活性はDNMT3AよりもDNMT3Bのほうが高く、両者の配列選択性には若干の差異が存在する。DNMT3AとDNMT3Bはメチル化非依存的に遺伝子発現の抑制を媒介することができる。DNMT3Aはヘテロクロマチンタンパク質HP1、ヒストンメチル基転移酵素SUV39H1と相互作用する。これらはDNMT1とも相互作用し、DNAメチル化とヒストン修飾を直接連結している可能性がある。
DNMT3LはDNAメチル基転移酵素モチーフを持っており、母親由来のゲノムインプリンティングの確立に必要であるが、メチル化活性は持たない。DNMT3Lは、ゲノムインプリンティングが起こる配偶子形成の際に発現している。DNMT3Lの欠失によって、通常は母親由来のアレルからの発現が起こらない遺伝子でも両方のアレルから発現が起こるようになる。DNMT3LはDNMT3A、DNMT3Bと相互作用し、核内で共局在している。DNMT3Lはメチル化を行わないが、転写抑制に関与している可能性がある。

## 臨床的意義

### 阻害剤
DNMTファミリーは遺伝子発現にエピジェネティックな影響を与えるため、いくつかのDNMT阻害剤はがんの治療薬としての研究が行われている。
- アザシチジン（英語版）（商標名: Vidaza）は骨髄異形成症候群と急性骨髄性白血病（AML）に対する第III相試験が行われている。
- デシタビン（英語版）（商標名: Dacogen）はAMLと慢性骨髄性白血病に対する第III相試験が行われている。EUでは2012年にAMLに対しする治療薬として承認された[36]。
- グアデシタビン（guadecitabine）は、AMLに対する第III相試験でプライマリーエンドポイント（主要評価項目）を達成しなかった。

## 関連文献
- Smith SS (1994). “Biological implications of the mechanism of action of human DNA (cytosine-5)methyltransferase”. Prog. Nucleic Acid Res. Mol. Biol.. Progress in Nucleic Acid Research and Molecular Biology 49:  65–111. doi:10.1016/s0079-6603(08)60048-3. ISBN 9780125400497. PMID 7863011.
- “Mammalian DNA (cytosine-5) methyltransferases and their expression”. Clin. Immunol. 109 (1):  6–16. (2003). doi:10.1016/S1521-6616(03)00204-3. PMID 14585271.
- “Eukaryotic cytosine methyltransferases”. Annu. Rev. Biochem. 74:  481–514. (2005). doi:10.1146/annurev.biochem.74.010904.153721. PMID 15952895.
- Svedruzić ZM (2008). “Mammalian cytosine DNA methyltransferase Dnmt1: enzymatic mechanism, novel mechanism-based inhibitors, and RNA-directed DNA methylation”. Curr. Med. Chem. 15 (1):  92–106. doi:10.2174/092986708783330700. PMID 18220765.